# 850 Altona
850 Altona este o planetă minoră ce orbitează Soarele, descoperită de Serghei Beleavski pe 27 martie 1916.